# Adam Darius
Adam Darius (10 de maig de 1930, Nova York) és un ballarí estatunidenc, mim, escriptor i coreògraf. Com a intèrpret, s'ha presentat en més de 80 països al llarg de sis continents. Com a escriptor, ha publicat 13 llibres i escrit 21 obres de teatre.
En un programa dedicat a la seva carrera, el Servei Mundial de la BBC ho va descriure com «un dels talents més excepcionals del segle 20».
Adam Darius actualment viu a Hèlsinki, Finlàndia.

## Biografia
Adam Darius va néixer a Manhattan, Nova York, en una família d'origen turc i rus.

### Carrera de Ballet
Adam Darius va rebre el seu entrenament en ballet i dansa contemporània, amb els mestres Anatole Oboukhov, George Goncharov, Olga Preobrazhénskaya i José Llimona entre d'altres. En la seva formació com a actor, Adam Darius va estudiar amb Raikin Ben-Ari, del Teatre Habima Moscou, amb l'actriu guanyadora de l'Oscar Shelley Winters, i amb Herbert Berghof.
Després, va ballar en companyies de ballet, incloent-hi el Ballet Internacional (Regne Unit), Royal Winnipeg Ballet (Canadà), el Ballet de Rio de Janeiro (Brasil) i el Ballet d'escandinaus (Dinamarca). També va ser coreògraf de l'Òpera Nacional d'Israel i després director de la seva pròpia companyia, el Ballet d'Israel. Va fer la coreografia de ballets per a les primeres ballarines nord-americanes Cynthia Gregory i Melissa Hayden, així com quatre òperes per a l'estrella de l'òpera Plácido Domingo.
Adam Darius també va col·laborar amb el director principal de cinema suec Ingmar Bergman, l'actor francès Jean-Louis Barrault i el cantant i compositor belga Jacques Brel.
Alguns dels ballets més memorables d'Adam Darius inclouen:
- Marilyn - Un ballet basat en la vida de Marilyn Monroe, que va ser patrocinat pel grup de rock Jethro Tull, i va durar cinc setmanes en el West End de Londres.
- El Ballet d'Anne Frank - La seva creació més coneguda que posteriorment es va produir com vídeo. Obra en la qual va ballar el paper d'Otto Frank, el pare d'Anne Frank.

### Mim expressiu
Més tard, Adam Darius va començar a perfeccionar la seva pròpia fusió de la dansa i el mim en un nou estil, descrit com 'el mim expressiu'. Així va sorgir un unipersonal excepcional amb el qual va recórrer gran part del món, incloent-hi terres tan distants com Afganistan, la Unió Soviètica, Taiwan, Indonèsia, Swazilàndia, Papua Nova Guinea i Austràlia.
Com a creient en el poder de l'art per superar les diverses cultures, ha actuat en diverses ocasions a tot el món àrab a Damasc, Casablanca, Beirut, el Caire, Alexandria, Amman, Teheran, Esfahan, Shiraz, Istanbul i Tunísia.
El concepte del Sr. Darius d'expressió corporal i teatre físic també va ser emprat en les produccions de Londres la Torre de Babel i Rimbaud i Verlaine, en col·laboració amb Kazimir Kolesnik. Junts, van produir Yukio Mishima, que va ser presentat per primera vegada a la presó de dones de Holloway a Londres i després vist a Finlàndia, Eslovènia i Portugal. Entre les seves produccions més emblemàtiques va estar serp en l'herba, presentat a Amman, Jordània i reconegut amb el Premi Noor A l'Hussein.
Juntament amb Kazimir Kolesnik, va dirigir anualment el Teatre Infantil de les Illes Shetland des de 1989 fins a 1998. Allí, en el lloc més septentrional de Gran Bretanya, el Teatre Garrison, les seves produccions van incloure: la recerca de Shirley Tremp, Santa Claus va a Las Vegas i el Rei de Rock 'n' Roll.
Adam Darius segueix la volta al món amb Kazimir Kolesnik presentant-se amb el seu duo: Mort d'un Espantaocells.

### Ensenyament
Adam Darius ha estat ensenyant, a més d'actuant i ballant, des dels primers anys de la seva carrera.
El 1978, Adam Darius i Marita Crawley van fundar el Centre de Mim a Londres, un lloc on els estudiants de tothom podien estudiar el sistema d'Adam Darius de mim expressiu. Aquest curs va configurar la base de l'aclamat llibre del Sr. Darius The Adam Darius Method. A Gran Bretanya, ha impartit el seu ensenyament al mim, ballarí i director Kasimir Kolesnik, a l'estrella de rock Kate Bush, a les estrelles de Hollywood Kate Beckinsale i Jennifer Beals, als actors britànics Warren Mitchell i Clarke Peters, així com al dramaturg més important de Síria, director i crític, el Dr. Riad Ismat, entre d'altres.
El 1994, el Centre d'Acaroni es va traslladar a Hèlsinki, Finlàndia. Els beneficiaris de la tutela d'Adam Darius segueixen abastant molts membres prominents del món de la dansa com Frank Andersen, exdirector de la Royal Danish Ballet, Dinna Bjørn, exdirectora del Ballet Nacional de Finlàndia, Fernando Jhones del Ballet Nacional de Cuba, i Carolina Agüero i Darío Franconi del Ballet d'Hamburg.
Adam Darius ensenya classes magistrals cada vegada que està de gira.Companyies de teatre en tot el continent africà s'han beneficiat del seu ensenyament, igual que els actors d'Àsia, des de Malàisia al Japó. A Amèrica del Nord, ha ensenyat àmpliament a Nova York, Florida i Califòrnia.

## Llibres per Adam Darius
| Autor        | #  | Year | Títle                                           | Pàgines | Editor                 | Ciutat   | ISBN               | Gènere         |
| ------------ | -- | ---- | ----------------------------------------------- | ------- | ---------------------- | -------- | ------------------ | -------------- |
| Darius, Adam | 1  | 1973 | Dance Naked in the Sun                          | 325     | Latonia Publishers     | Londres  | ISBN 0950270709    | Autobiografia  |
| Darius, Adam | 2  | 1978 | The Way to Timbuktu                             | 276     | Latonia Publishers     | Londres  | ISBN 0950270717    | Autobiografia  |
| Darius, Adam | 3  | 1984 | The Adam Darius Method                          | 270     | Latonia Publishers     | Londres  | ISBN 0950270725    | Tècnica        |
| Darius, Adam | 4  | 1988 | The Man Who Spat at Fate                        | 251     | Latonia Publishers     | Londres  | ISBN 0950270733    | Novella        |
| Darius, Adam | 5  | 1991 | The Guru                                        | 115     | Latonia Publishers     | Londres  | ISBN 0950270741    | Filosofia      |
| Darius, Adam | 6  | 1996 | The Commedia Dell' Arte                         | 97      | Kolesnik Production OY | Hèlsinki | ISBN 9529071884    | Tècnica        |
| Darius, Adam | 7  | 1998 | Acting - A Psychological and Technical Approach | 208     | Kolesnik Production OY | Hèlsinki | ISBN 952909146X    | Tècnica        |
| Darius, Adam | 8  | 2000 | Audition Monologues                             | 128     | Kolesnik Production OY | Hèlsinki | ISBN 9519823204    | Tècnica        |
| Darius, Adam | 9  | 2003 | Double Existence                                | 202     | Kolesnik Production OY | Hèlsinki | ISBN 9519823212    | Novella        |
| Darius, Adam | 10 | 2004 | A Nomadic Life                                  | 250     | Kolesnik Production OY | Hèlsinki | ISBN 9519823220    | Autobiografia  |
| Darius, Adam | 11 | 2005 | When Your Dog Dies                              | 63      | Kolesnik Production OY | Hèlsinki | ISBN 9519823239    | Animal Welfare |
| Darius, Adam | 12 | 2007 | Arabesques Through Time                         | 407     | Harlequinade Books     | Hèlsinki | ISBN 9519823247    | Autobiografia  |
| Darius, Adam | 13 | 2009 | Death in Damascus                               | n/a     | e-book                 | n/a      | ISBN 9789529254767 | Novella        |

## Guardons i premis
- 1976: Medalló de plata del Festival de monodrama Belgrad (Iugoslàvia)
- 1976: Membre honorari de la Comunitat del Nord de Sumatra (Indonèsia)
- 1978: American Television Emmy (EUA)
- 1984: Premi Positano Leonid Massine per l'Art della Dansa (Itàlia)
- 1987: Clau de la Ciutat de Las Vegas (EUA)
- 1998: Shetland Dance and Acaroni Award (Regne Unit)
- 2001: Noor A l'Hussein Foundation Award (Jordània)
- 2002: Beirut Festival du Rire Trophy (Líban)
- 2003: Noor A l'Hussein Foundation Award (Jordània)
- 2009: Ordre de Luis Manuel Gutiérrez (Veneçuela)